# Ульбиев, Эльмурза Ульбиевич
Ульби́ев, Эльмурза́ Ульби́евич (26 августа 1932, Грозный, Северо-Кавказский край — март 2011, Грозный) — чеченский советский боксёр, борец, тренер, мастер спорта СССР по вольной борьбе, классической борьбе и самбо, один из основоположников чеченской школы вольной борьбы, судья международной категории.

## Биография
Родился 26 августа 1932 года в Чечено-Ингушской АССР. 23 февраля 1944 года был депортирован. Вместе с младшим братом попал в детский дом в Сайраме Сайрамского района Южно-Казахстанской области Казахской ССР. Поступил в ФЗО где изучал профессию шахтёра.
Работал в шахте в городе Ленгер Толебийского района Южно-Казахстанской области помощником мастера. Там же начал заниматься боксом. В 1956—1960 годах входил в состав сборной команды Казахстана. Трижды становился победителем чемпионатов Казахстана и республик Средней Азии.
В 1960 году вернулся на родину. Начал заниматься вольной борьбой сначала у тренера Супьяна Зубайраева, затем у Дэги Багаева. Получил звания мастера спорта СССР по вольной, классической борьбе и самбо. Входил в состав сборной команды РСФСР по вольной борьбе. В 1973 году оставил спорт.
Был основателем и бессменным директором Детско-юношеской спортивной школы олимпийского резерва Чечено-Ингушетии. В этой школе было подготовлено более 150 мастеров спорта СССР, 11 мастеров спорта СССР международного класса, в частности, чемпион мира Асланбек Бисултанов, четырёхкратный чемпион мира Салман Хасимиков, чемпион мира и серебряный призёр Олимпиады в Сеуле Адлан Вараев и многие другие.